# Crassula acinaciformis
Crassula acinaciformis är en fetbladsväxtart som beskrevs av Schinz.. Crassula acinaciformis ingår i släktet krassulor, och familjen fetbladsväxter. Inga underarter finns listade i Catalogue of Life.